# كاسر الحجر القاتم
كاسر الحجر القاتم (الاسم العلمي:Saxifraga atrata) هو نوع من النباتات يتبع جنس كاسر الحجر من فصيلة كاسرات الحجر.